# Paul J. McAuley

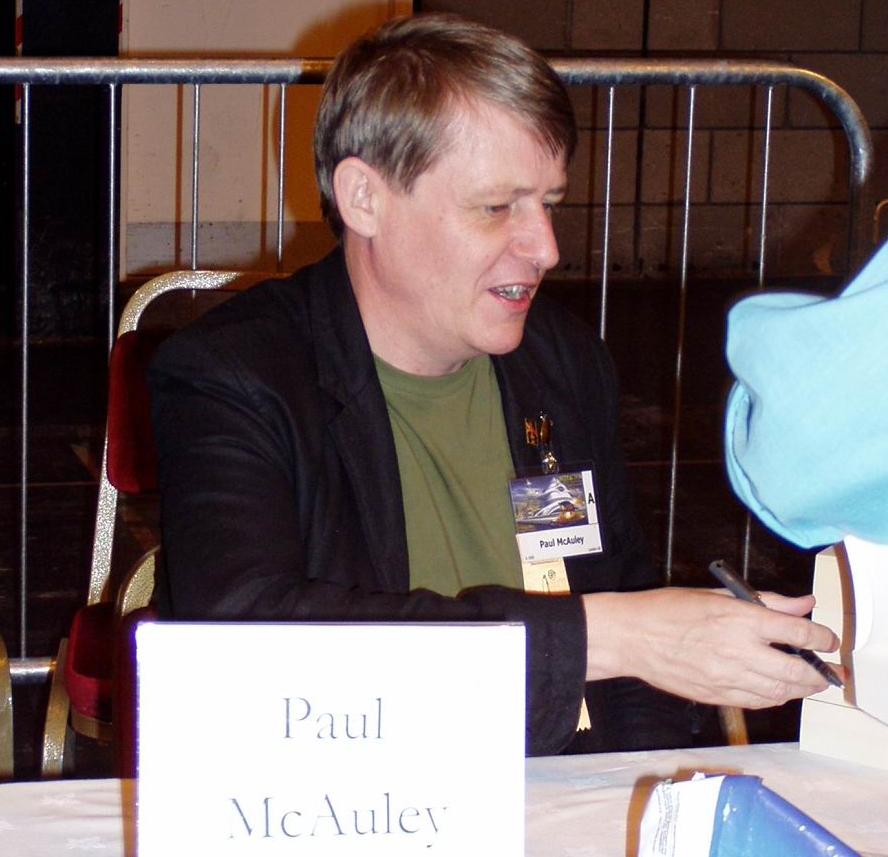
Paul J McAuley på Worldcon 2005 i Glasgow

Paul James McAuley, född 23 april 1955 är en brittisk science fiction-författare.
Hans böcker Four Hundred Billion Stars, Secret Harmonies och Eternal Light utgör en trilogi. Den första av dem vann Philip K. Dicks minnespris 1988.